# Mont Gioberney
Mont Gioberney (3351 m n.p.m.) – szczyt w grupie górskiej Écrins we francuskich Alpach Delfinackich.
Przez szczyt Mont Gioberney, od Col du Says na północnym wschodzie po Col du Gioberney na południu biegnie granica departamentów i regionów administracyjnych: na północnym wschodzie od tej linii mamy departament Isère w regionie Rodan-Alpy, zaś na południowym zachodzie departament Alpy Wysokie w regionie Prowansja-Alpy-Lazurowe Wybrzeże.

## Charakterystyka
Leży w południowej części grupy Écrins, w jej głównym grzbiecie wododziałowym, rozdzielającym dorzecze rzeki Drac (na południu) od dorzecza jej prawobrzeżnego dopływu, rzeki Romanche (na północy). Na północnym zachodzie przełęcz Col du Says (3139 m n.p.m.) oddziela go od szczytu Pic du Says (3421 m n.p.m.), natomiast na południu przełęcz Col du Gioberney (3251 m n.p.m.) – od niewielkiej turni Pointe Richardson (3311 m n.p.m.) i od całego masywu Les Bans.
Z północnych stoków Mont Gioberney opada niewielki lodowiec Glacier du Says, a ze stoków wschodnich – pola firnowe zasilające lodowiec Glacier de la Pilatte. Oba lodowce, tworzące najwyższe piętro doliny potoku Vénéon, rozdziela wyraźna grań północno-wschodnia. Stoki południowo-zachodnie, pozbawione zalodzenia, opadają ku dolince potoku Gioberney, stanowiącego jeden z cieków źródłowych Séveraisse.

## Turystyka
Szczyt dość łatwo dostępny zarówno od strony doliny Vénéon jak i Gioberney. Klasyczne wejście z doliny Vénéon wiedzie ze schroniska refuge de la Pilatte wspomnianą północno-wschodnią granią (ok. 3 godz.), zejście – przez przełęcz Gioberney i południowymi stokami tej grani, ponad lodowcem Pilatte. Latem 1958 r. północną, lodową ścianę, podnoszącą się z lodowca Glacier du Says, pokonali polscy alpiniści Maciej Bernadt, Adam Lenczowski, Władysław Prokopek i Janusz Szczęsny.
Szeroka panorama z Mont Gioberney obejmuje szczyty od Barre des Écrins (południowa ściana) na północy przez Ailefroide na wschodzie, bliskie Les Bans na południowym wschodzie, Sirac na południu po L’Olan na zachodzie.

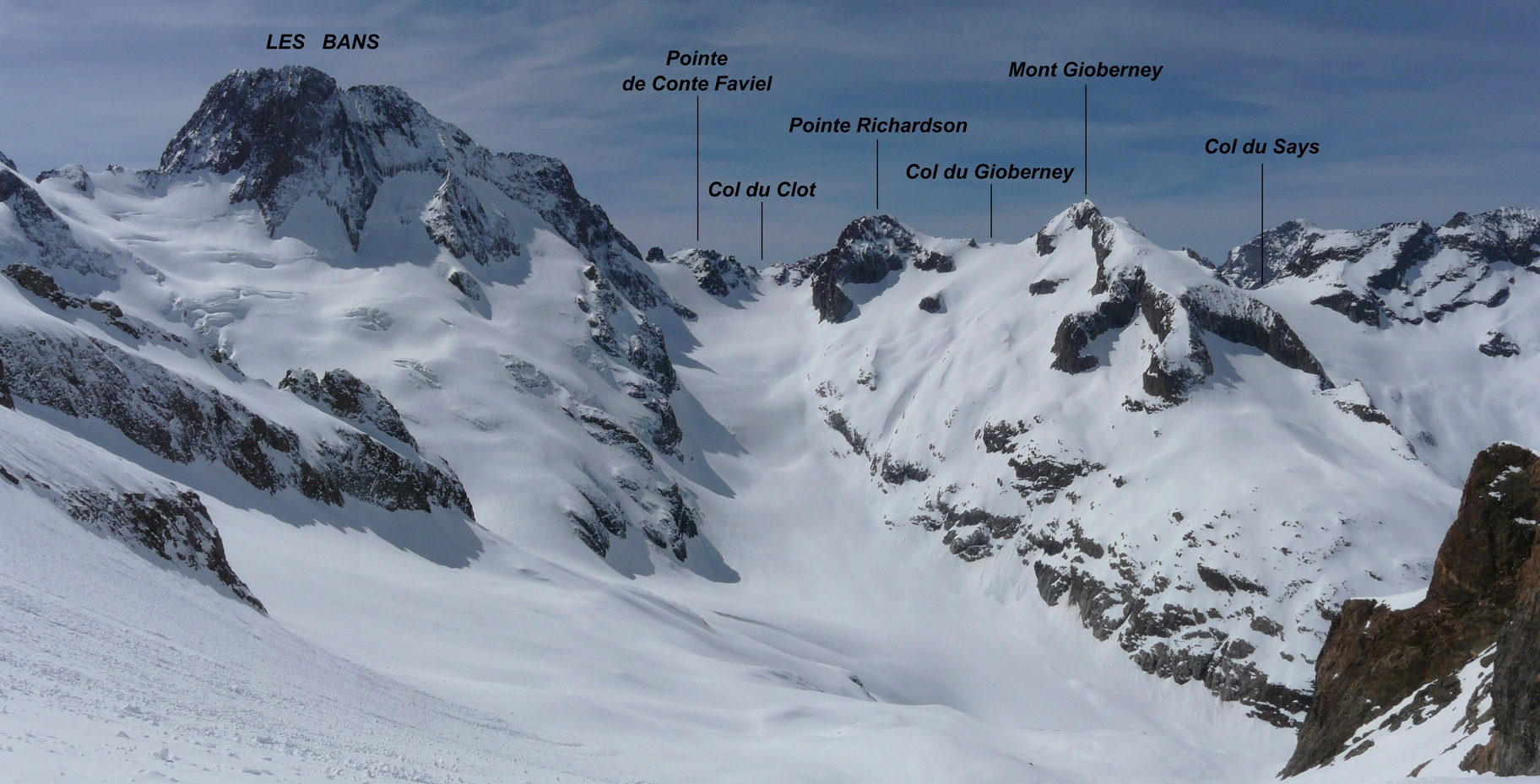
Mont Gioberney (po prawej)